# Диссидентство на Дальнем Востоке СССР
Диссидентское движение на Дальнем Востоке СССР (1950-е — 1980-е годы) — часть советского диссидентского движения на территории Дальнего Востока РСФСР. Выражалось в формах индивидуальных и групповых выступлений недовольных политикой советской власти и в виде распространения самиздата. Особенностями Дальнего Востока были его удалённость от центров самиздата, отсутствие националистических групп и наличие специфической социальной среды — геологов, которых партийные комитеты слабо контролировали.

## Предыстория
К середине 1950-х годов Дальний Восток был довольно спокойным в политическом плане местом. Антисоветские выступления были редкими и, как правило, встречались среди лиц, высланных в регион из других мест, а националистические выпады практически отсутствовали. Подавляющее большинство дальневосточников к 1956 году было лояльно сталинской власти.

### Социально-экономическая ситуация на Дальнем Востоке накануне XX съезда КПСС
Накануне XX съезда КПСС территория советского Дальнего Востока включала 2 края (Приморский и Хабаровский) и 4 области (Амурскую, Камчатскую, Магаданскую и Сахалинскую) РСФСР. На этих огромных территориях на 1 января 1956 года проживали лишь 4320 тыс. человек, заметную часть которых составляли заключенные и военнослужащие. Прошедшая после XX съезда реабилитация очень серьезно затронула Дальний Восток — освободившиеся заключенные и ссыльные покинули регион. В итоге, несмотря на высокую рождаемость, население региона к 1 января 1961 года достигло только 4404 тыс. человек. Дальний Восток отличался высоким уровнем урбанизации, а также практически моноэтничным национальным составом. По переписи 1959 года во всех регионах Дальнего Востока преобладали русские, доля которых в населении колебалась от 73,3 % для Магаданской области до 87,8 % в Амурской области. Единственным крупным национальным меньшинством (более 5 % населения) были украинцы, доля которых в населении колебалась от 6,7 % для Камчатской области до 14,0 % для Магаданской области и на Сахалине 6,3 % жителей составляли корейцы. При этом значительная часть украинцев обрусела. На Дальнем Востоке к концу 1950-х годов не было также заметного движения верующих, а имеющиеся зарегистрированные религиозные организации были малочисленны и во многих местностях вовсе отсутствовали. Например, к 1950 году на всем Дальнем Востоке (в его южных районах) было только 10 приходов Русской православной церкви, которые с 1949 года по 19 июля 1988 года подчинялись архиепископу Иркутскому и Читинскому. О том, насколько низко оценивала советская власть активность верующих в регионе говорит тот факт, что должности местных Уполномоченных по делам религии долгое время оставались вакантными. Например, в Приморском крае Уполномоченный по делам религии появился только в начале 1960-х годов.
Вместе с тем, к концу 1950-х годов на Дальнем Востоке сформировалась довольно многочисленное студенчество, которое могло потенциально благосклонно воспринять протестные настроения. В 1957 году на Дальнем Востоке было уже 17 вузов, в которых обучалось около 30 тыс. студентов.

### Антисоветские выступления в 1945—1955 годах
Антисоветские выступления 1945—1950-х годов на Дальнем Востоке имели свою специфику. Прежде всего, в регионе не зафиксировано никаких межнациональных столкновений и националистических выступлений, что скорее всего связано с практически однородным этническим составом населения. В политическом отношении также было спокойно. В период проведения выборов в Верховный Совет СССР случаи негативных высказываний в отношении властей были единичны и гораздо чаще на избирательных бюллетенях дальневосточники писали похвалы лично Сталину. Среди представителей дальневосточной интеллигенции имели место выступления, но они также были единичными и касались конкретных случаев. Например, в феврале 1953 года группа писателей Приморья направила телеграмму С. В. Михалкову, в которой критиковали решение Приморского крайкома КПСС представить на соискание Сталинской премии пьесу Е. Бондаревой «Сергей Лазо», протестуя против вмешательства партийного органа в «в творческий процесс при определении претендентов на сталинскую премию». Преобладающей формой выступления в 1945—1950-е годы среди дальневосточников оставались жалобы, авторы которых, выражая поддержку руководству СССР, критиковали злоупотребления отдельных местных должностных лиц. 
Резкие критические выступления против советского строя встречались в основном среди немногочисленных спецпоселенцев из числа прибалтийских народов. Например, в 1947—1952 годах проживающие в Амурской области высланные латыши критиковали колхозный строй. Также в 1953 году были осуждены несколько дальневосточников за похвальные высказывания в адрес жизни на Западе, а в некоторых районах (например, на острове Беринга) жители могли слушать американские радиостанции. В начале 1953 года во время кампании по борьбе с космополитизмом и делом «врачей-убийц» происходили выступления против руководящих работников еврейской национальности с предложениями снять их с постов. Правда, случаи физического насилия в отношении евреев Дальнего Востока в литературе не упоминаются.
Смерть И. В. Сталина повлекла за собой осуждения за антисоветскую агитацию. Только за период с 16 марта по 31 декабря 1954 года на Дальнем Востоке были осуждены 23 человека по статье 58.10 Уголовного кодекса РСФСР за высказывания о покойном:
- 16 осужденных одобрили смерть Сталина
- 2 осужденных критически отозвались о роли Сталина в годы Великой Отечественной войны
- 3 осужденных связали со смертью Сталина перемены к лучшему
- 2 осужденных обвинили советское руководство «продавшее Сталина»

## Реакция дальневосточников на осуждение Сталина
Осуждение культа личности И. В. Сталина в 1956—1957 годах вызвало неоднозначную реакцию дальневосточников, хорошо знакомых с советской лагерной системой. Некоторые бывшие заключенные по примеру А. И. Солженицына писали автобиографические рассказы о советских лагерных порядках, причем иногда доходили до критики советской системы в целом. Дальневосточные власти реагировали на это жестко. Например, в 1958 году по статье 58.10 УК РСФСР на 6 лет был осужден К. К. Семенов, за то, что в своих рассказах (их рукописи, забытые им в ресторане, были переданы в соответствующие органы), в которых не только критиковал лагерные порядки, но и с похвалой отозвался об американской демократии. Он отбыл срок полностью, хотя в 1965 году смог добиться реабилитации. Также имели место антисоветские надписи на избирательных бюллетенях (в том числе против Н. С. Хрущёва, авторы которых получали длительные сроки. В целом число осужденных за антисоветскую пропаганду (статья 58.10 УК РСФСР) жителей Дальнего Востока при Н. С. Хрущеве было невелико — 145 человек за 1953—1960 годы. Антисоветские выступления пресекались при Хрущеве решительно. Например, после того, как 27 января 1959 года на митинге Корфского рыбокомбината, посвящённом открытию XXI съезда КПСС, Г. И. Трелин выступил с критикой парторганизации предприятия, он был арестован как «антисоветчик, истолковывавший с враждебных позиций советскую демократию, клевещущий на жизненный уровень народа, заявляющий об отсутствии в СССР свободы слова, восхваляющий действия Антипартийной группы».

## Оппозиционные подпольные группы конца 1950-х — начала 1980-х годов
Подпольные оппозиционные группы на Дальнем Востоке возникали редко и были малочисленны. В конце 1950-х годов в регионе была только одна такая группа, созданная весной 1957 года, члены которой ставили своей целью «улучшение материального положения рабочих», собирались распространять листовки с пересказом
радиопередач «Голоса Америки». Организация была быстро раскрыта, а ее члены (С. И. Кобляев и Ф. М. Кравко) были осуждены 8 мая 1958 года.
В Петропавловске-Камчатском существовала не раскрытая КГБ умеренная группа, собиравшаяся у прозаика и философа А. Д. Филимонова, в которую входили В. Г. Новокрещёнов, студенты, рабочие, на собраниях они слушали антисоветские стихи поэта В. Науменкова.

## Оппозиционные деятели искусства
Неформальные объединения художников возникли на Дальнем Востоке только в начале 1980-х годов и не пытались проводить коллективные выставки своих работ: первое такое мероприятие состоялась только осенью 1988 года в Приморской картинной галерее (причем инициатором выступила власть — Управление культуры Приморского края), а сама выставка была приурочена к открытию во Владивостоке Международного конгресса стран Тихоокеанского бассейна. Существовали на Дальнем Востоке разрешенные властями неформальные творческие группы. В 1977 году во Владивостоке при геологическом факультете ДВПИ С. Рыбалко создал один из первых клубов авторской песни «Поиск», который получал финансирование от профкома вуза, проводил ежегодные фестивали, а также участвовал в краевых фестивалях и конкурсах, его исполнители выступали и в других городах. Кроме него, на Дальнем Востоке возникали с конца 1970-х годов неофициальные рок-группы. Власти смотрели на них настороженно — первый «официальный» рок-концерт во Владивостоке прошел только в 1987 году.

## Самиздат на Дальнем Востоке
На Дальнем Востоке исследователями отмечено распространение следующих «общесоюзных» самиздатских материалов:
- «Письма к другу» дочери И. В. Сталина С. Аллилуевой[23]
- Материалы, связанные с судебными процессами над А. Д. Синявским и Ю. М. Даниэлем[24]
- Сочинения советских писателей «лагерной» тематики — А. И. Солженицына, В. Т. Шаламова, Е. Гинзбург-Аксеновой[24]. К распространителям таких материалов применялись дисциплинарные меры. Например, в первой половине 1970-х годов за размножение «Ракового корпуса» А. И. Солженицына потеряли работу трое ученых Института биологии моря ДВНЦ АН СССР[25];
- Песни А. А. Галича и В. С. Высоцкого[25].

В ноябре 1968 года в Магаданскую область завезли листовки с критикой действий советского руководства в Чехословакии (изъяты в подфарниках машины Магаданского театра работниками КГБ).
Помимо «привозного» на Дальнем Востоке распространялся местный самиздат:
- В ноябре 1967 года на химическом факультете Дальневосточного государственного университета появилась стенгазета «Стрихнин», авторы которой (преподаватели и аспиранты) утверждали, что в СССР нет «настоящей свободы слова»[24].
- В августе — сентябре 1968 года выходил рукописный журнал «Новый трутень», в третьем номере которого была помещена статья с осуждением действий СССР в Чехословакии. Издание было организовано инженерно-техническими работниками Приморского геологоуправления, работавшие в поселке Рощино Красноармейского района, а также литературным сотрудником районной газеты «Коммунист» А. Ф. Бондаренко организовали выпуск рукописного[25].

Также известен один случай написания трактата с осуждением советского строя, но он был написан не дальневосточником. Его автор, житель Усть-Каменогорска, М. С. Тыцких, в декабре 1968 года составил трактат, в котором пришел к заключению, что в СССР фактически существуют государственный капитализм и правит класс бюрократии. В январе 1969 года копию трактата он отправил председателю Президиума Дальневосточного филиала СО АН СССР.

## Движение баптистов и пятидесятников
В послевоенный период проповеднической деятельности баптистов и пятидесятников благоприятствовало отсутствие в большинстве местностей Дальнего Востока православных приходов. В СССР в 1945 году было проведено объединение общин баптистов и пятидесятников. Хотя этот союз был вынужденным (советские власти дали понять, что не зарегистрируют пятидесятников как отдельную общину), но он состоялся и поэтому оппозиционную деятельность обоих направлений христианства на советском Дальнем Востоке можно рассматривать как одно движение. В 1940-е годы культовые здания баптистов были представлены на Дальнем Востоке сравнительно широко. Например, зарегистрированная баптистская община, располагавшая молитвенным домом, до 1960 года (когда была закрыта властями) действовала в Александровске-Сахалинском. При этом на Сахалине в это время не было ни одной православной церкви, а православных священников на остров не допускали. В начале 1950-х годов в Находке возникла община пятидесятников, которая в конце 1960-х — начале 1980-х годов приобрела известность своей борьбой за выезд из СССР. В 1965 году пятидесятник В. Патрушев составил список желающих покинуть Советский Союз единоверцев, который во Владивостоке другой пятидесятник передал японскому представителю для передачи в ООН. Оба пятидесятника были осуждены к лишению свободы, а из ООН ответа не поступило. Дальневосточные пятидесятники вели борьбу за выезд не только в Приморье. В станице Старотитаровская движение пятидесятников за выезд возглавил Николай Горетой, который ранее был в 1961 году арестован в Находке и осужден к лагерному сроку, а после освобождения в начале 1970-х годов перебрался в Краснодарский край. В результате, в 1970-е годы борьбу за выезд приморские пятидесятники вели в координации с единоверцами из Старотитаровской. Борьба велась очень решительными методами и сопровождалась взаимодействием с Московской хельсинкской группой. Например, в дни Белградского совещания СБСЕ (проходило в 1977—1978 годах) 47 семей пятидесятников Находки держали 10-дневную голодовку, в результате чего смогли получить присланные им из США вызовы на эмиграцию из СССР. К 1980 году в Находке продолжали борьбу за право покинуть Советский Союз 100 семей пятидесятников.